# Kelta művészet

Egyszerű kelta csomó rajza, 211-ben készült kódex díszítménye volt

A kelták művészete az összes uralmuk alá került területet egységbe foglalta. Nagyon kevés klasszikus irodalmi szöveg, viszont annál több régészeti lelet maradt meg tőlük. Szenvedélyes vonalvezetésű, bonyolult palmettás és halhólyagos díszítésű mintáikat utolérhetetlen találékonysággal szőtték új és új felületekké a kelta mesterek. A művészettörténészek korszakait azokról a helyekről nevezték el, ahol rájuk bukkantak.
- A hallstatti művészet i. e. 900 és i. e. 500 között jött létre Európában.
- A La Tène művészet vagy a késő vaskor művészete i. e. 450 táján alakult ki, déli és keleti civilizációk hatására. Előbb csak a Rajna-vidéken jelentkezett, de hamarosan széles körben elterjedt. Nyugaton Írországig és Spanyolországig jutott el, keleten Magyarországig.
- A Galaták művészete Anatóliában

Spanyolországban a kelták és az ibérek egymás mellett éléséből született meg a keltibér civilizáció, míg a ligúr-kelták népessége Dél-Franciaországban fejlődött ki, Gallia többi részén, a Közép-Duna vidékén, a brit szigeteken pedig igen különböző kelta népcsoportok alakultak ki.

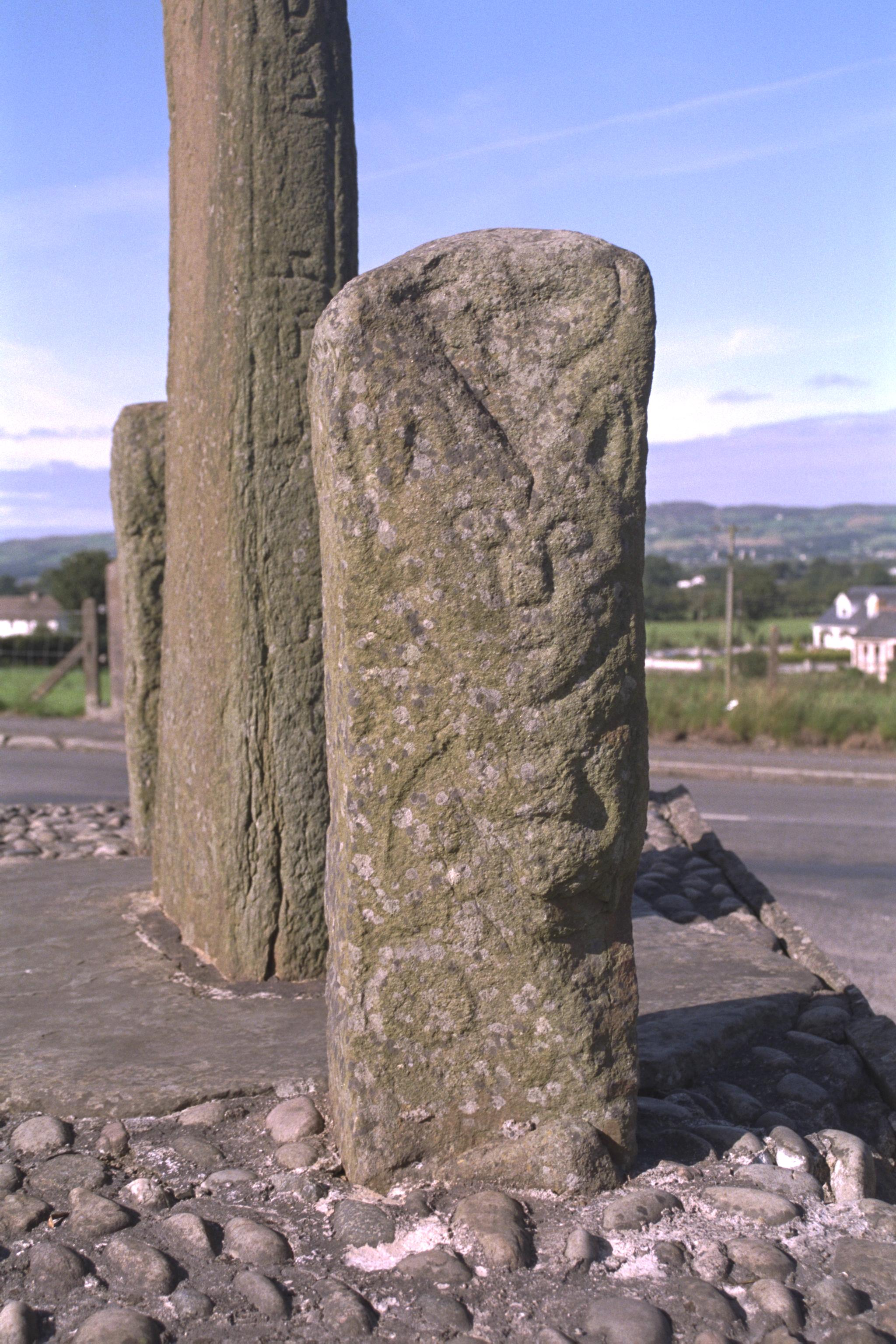
A kelta művészet nevezetes alkotásai az írországi Holly Cross-ok és kőoszlopok. Itt: három kőfaragás a cardonagh-ból

A rendkívül eredeti művészi kifejezésmódot elsősorban a sematikus ábrázolás, a díszítőelemek olyan mértékű eltorzítása jellemzi, melynek következtében a növényi motívumokból szörny képződik.

## Szobrászat

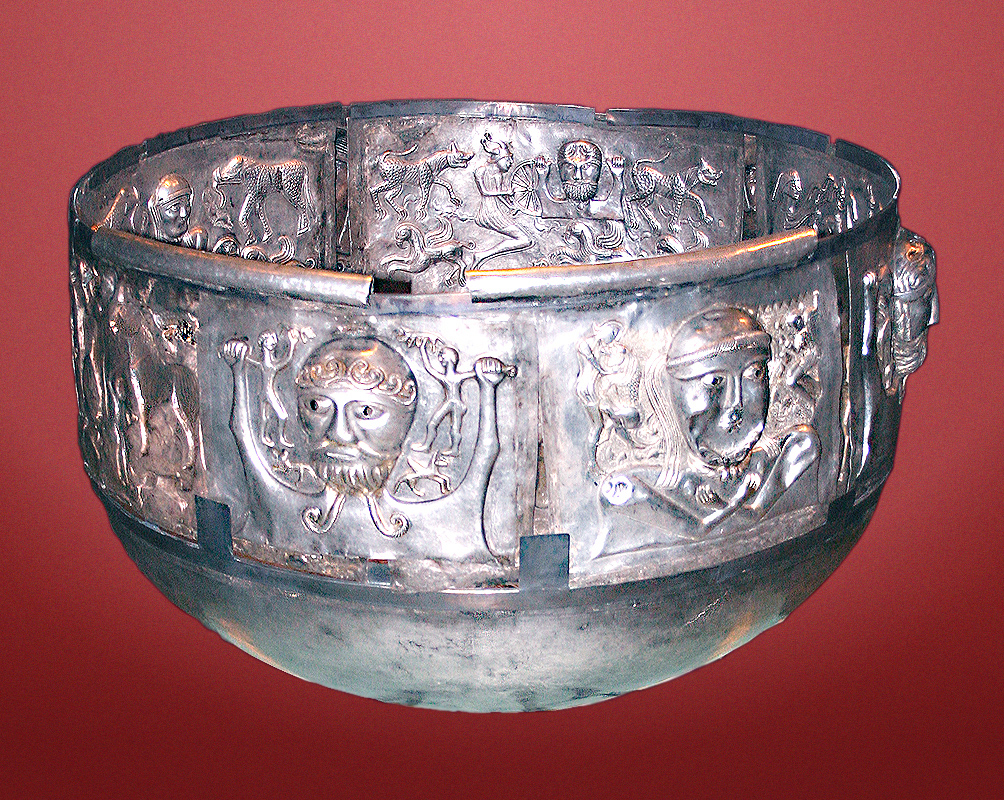
Gundestrupi üst

A gundestrupi üstöt Jütland északi részén, Dániában találták. Megmunkált vagy domborított ezüstlemezekből áll. A kelta panteont Cernunnos istennel harci és vallásos jelenetek között ábrázolja.
Az entemont-i és roquepertuse-i szentélyekből hellenizált természetesség sugárzik, ugyanakkor Euffignex és Bouray fémnyakláncos isteneinek ábrázolásai stilizáló szándékról tanúskodnak.
A Lassois-hegyet erődítmény védte a vaskorban. Itt találtak rá egy hercegnő pompás, föld alatti sírjára, amelyből egyéb kincsek között egy bronz keverőkorsó is előkerült. Ebben a hatalmas edényben keverték a bort és a vizet.
A kultikus szekér a szarvas feláldozását megelőző körmenetet ábrázolja, lovon ülő meztelen harcosok között. Ausztriában, Graz közelében került elő egyéb számos síremlék közül, az i. e. 4. században elhamvasztott halstadti herceg föld alatti sírhelyéből.
A kétfejű szobor Roquepertuse-ből, egy kelta-ligúr szentélyből származik. A koponyák kiállítására szolgáló üreges oszlopcsarnok fölfedezése hitelessé tette azoknak a római történészek elbeszéléseit, akik a kelta rituálékat írják le. A mediterrán népek kifejezőeszköze, az i. e. 3. századi kőszobrászat hibátlanul illeszkedik abba az együttesbe, melyet a rómaiak ágyúgolyói pusztítottak el, i. e. 125 és i. e. 123 között.

## Fémművesség
Jól értettek a vas, a bronz, a réz, az arany és az ezüst megmunkálásához.
A keltáknak úgyszólván minden fegyvere, mezőgazdasági szerszáma vasból volt: ekéik, kaszáik, sarlóik éppúgy, mint ácsszerszámaik, támadó- és védőfegyvereik, amelyeket gyakran díszítettek növényi motívumokkal és állatfigurákkal. Jól képzett harcosok voltak. A nemes ízlésről tanúskodnak azok a gyönyörű fegyverek és ivókészletek, melyeket a gazdagokkal együtt temettek el, vagy amelyeket isteni áldozatként a folyóba dobtak.

## Ékszerek
A desbrugh-i tükör hátoldala sima felületek és vésett vonalak játéka. Ebben rejtőzik a kelta díszítőművészet, melynek méltó örökösei az késő középkorban a ír miniatúrafestők.
De nemcsak a vas volt az, amit a kelták tömegesen hoztak a Kárpát-medencébe. Dísztárgyaik, ivókészleteik a fémművesség magas fejlettségi fokáról tanúskodnak. Kitűnő üvegművesek voltak, karpereceik, gyöngyeik, a virágok minden színében tündöklő "millefiori" (ezer virág) üvegeik szépsége ma is csodálható. Aranyból, ezüstből nyakláncok készültek, valamint melltűk stilizált iparművészeti díszítéssel. Ezeken csodálatosan harmonikus egységbe szerveződnek állatábrázolások, vallási jelképek, kecses ívek, remek díszítő motívumok.

## Fazekasság

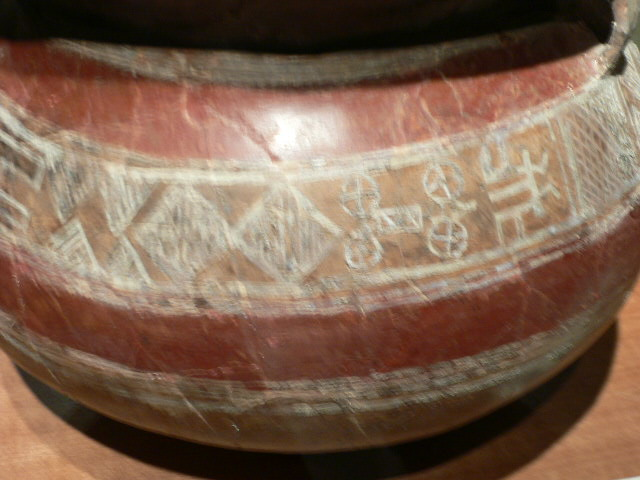
Kelta agyagedény

Nekik köszönhetjük a délen már régóta használt fazekaskorong bevezetését. Így a fazekasok lábbal hajtott korongjaikon gyönyörű forgásfelületű karcsú kancsókat, lapos tálakat, öblös edényeket készíthettek. Kitűnő égetőkemencéik voltak, ahonnan sok elsőosztályú tárgy került ki. Persze a díszítés lassan elmaradt az edényekről, hiszen a gyorsan forgó korongon ezt nagyon nehéz kialakítani, így lassan áttértek az edények festésére.

## Könyvészet és miniatúraművészet
- Könyvmásolás
- Könyvkötészet

## A kelta művészet gondolatvilága átszövi Európát

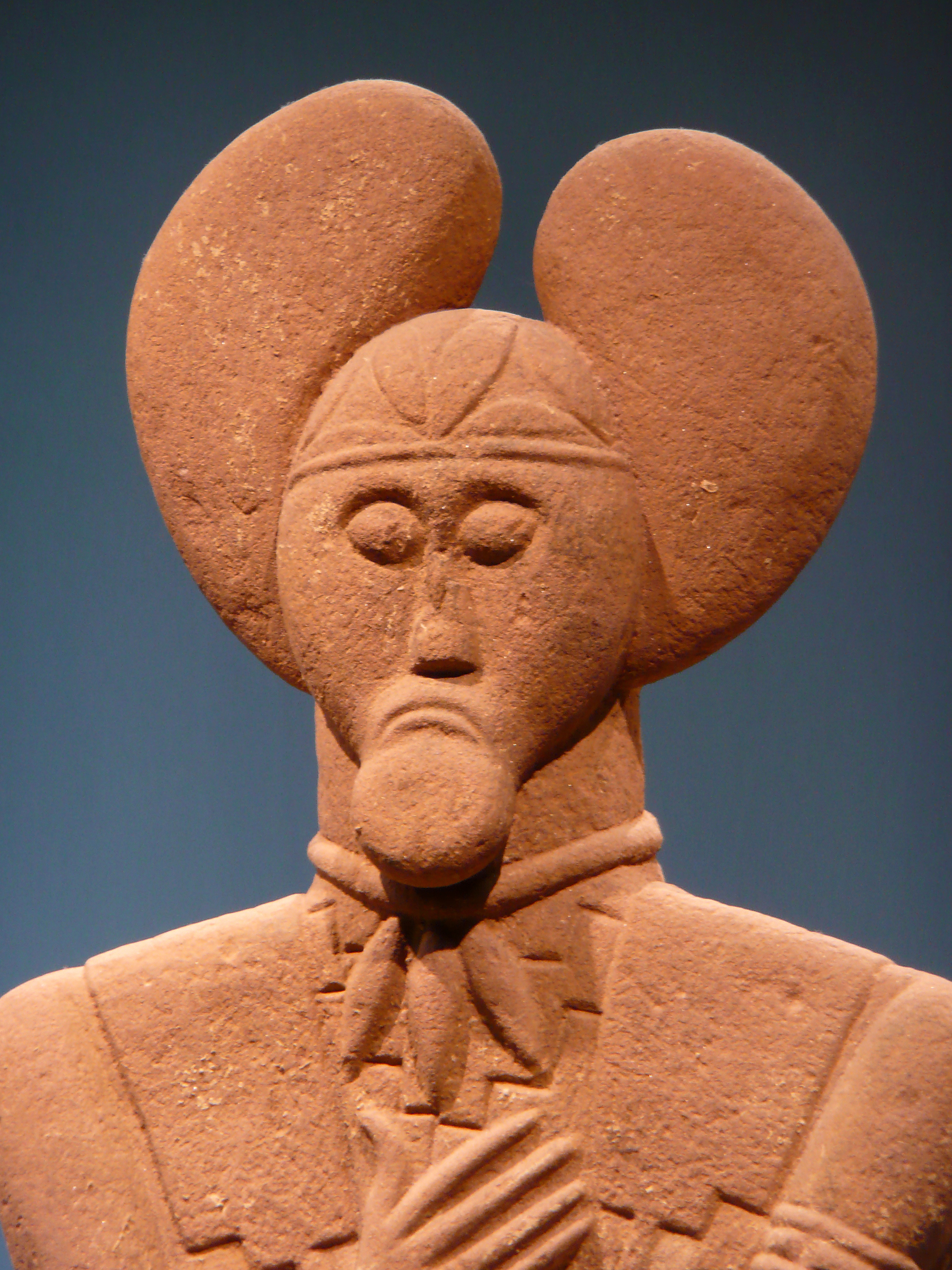
Kelta kőszobor i. e. 400, Glauberg, Németország

A keltákat Európa mesterei között emlegetik, joggal. Ipari és művészeti alkotásaik átszövik az élet minden területét.

### Kelta régészeti kultúrák
A korai kelta műveltségi közösségeket a régészeti irodalom a mai kelet-Franciaország, Svájc és Ausztria területén föltárt leletek alapján nevezi meg (hallstatti műveltség, La Tène műveltség). Ezek kora a Krisztus születése előtti évezred eleje. Később számos lelőhely alapján fölismerték, hogy a kelta törzsek Európa egyre nagyobb területen formálták újjá az életet és a helybeli közösségeket. Törzscsoportjaik a Kárpát-medencében is sajátos díszítőművészeti formákat alakítottak ki. Legismertebb a Magyar kard korszak, mert a legszebb díszítésű kardokat ezen a területen, Írországban, Ausztriában és Németországban találták (Kiskőszeg, Baranya megye, Litér, Veszprém megye, Lisnacrogher, Írország, Lough Crew, Meath, Írország, Salzkammergut, Ausztria, Hochscheid, Németország). Évszázadokon átívelő kárpát-medencei életükről tanúskodnak a gazdag kelta lelőhelyek, főleg a Dunántúlon (Regöly, Litér).

### Kelta nevű államok, tartományok, grófságok
A Krisztus születése utáni fél évezredben előbb a rómaiak, majd a germán törzsek egyre nyugatabbra szorították őket: Galliába, Britanniába. E hódítások ellenére néhány európai állam, még ma is nevében őrzi egy-egy kelta törzs nevét (Helvetia, Belgium, Wales). Az angol ipari forradalom idején kibontakozó geológiában is találunk kelta törzsneveket, főleg az angol grófságok nyomán, ahol az egyes típus-rétegeket először írták le, s ezért a hozzájuk kapcsolódó földtörténeti korszakot is e grófságokról nevezték el (Ordovicium, Szilur).

## Emberarcok ábrázolása

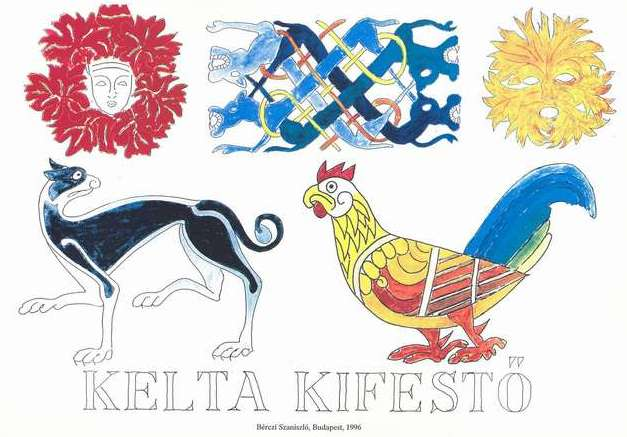
Leánykaarc Oxfordból, egy szent királylány síremlékéről, és férfiarc Párizsból, a Cluny Múzeumból, egy zárókő díszítéséről: mindkettő szőlőlevelekből bontakozik ki. A többi rajz a Book of Kells-ből. Részletek a Kelta kifestő kiállítási füzetből.

Emberarcok ábrázolása mélyen élő hagyomány Európa művészetében. Magát az emberi alakot, a tevékeny, harcoló embert, s a körülötte élő állatvilágot számos műveltségi közösség ábrázolta, gazdagon díszítette vele eszközeit. A mai Európában is megfigyelhető a fantáziadús emberarc-ábrázolás szoros kapcsolatban állhat a kelták fejkultuszával. A kelták kifejező fejábrázolása gyönyörködtető és ez a fontos díszítőelem talán ebből eredeztethető, mert kevés ókori művészet tulajdonított olyan nagy jelentőséget az emberi fej kifejező megörökítésének, mint a kelta. Az emberi fejet, hangsúlyozottan és kiemelten a kelta művészet állította a figyelme középpontjába, megsejtve talán, hogy a találékonyság királyi széke található ott.
Az egyik művészeti füzet borítóján, már a középkori gótikából mutatunk be két arcot: egyet egy szent királylány síremlékéről, Oxfordból, a királylány összetört baldachinjáról, egy másikat pedig Párizsból, a Cluny Múzeumból, ahol az arc zárókő díszítése és magukból a szőlőlevelekből bontakozik ki.

## Az állatvilág szereplői a kelta művészetben
Érdekesek állatábrázolásaik is, a legelésző marhától, a kedves kutyától a kicsi, vadkant ábrázoló bronzszobrokig. A lábatlani agyagkorsón állatküzdelmi jelenetet látunk, mely a sztyeppei művészet gyakori motívuma volt, s a szkíta műveltséggel való együttélésből eredhet. A kutya, a tyúk és a macska figurája kézzel írott sorok közé tett díszítés, a híres Book of Kells (Kells-i Könyv, pompás kódex, amelyet Dublinban őriznek) lapjain.

## A kellsi kódex művészete

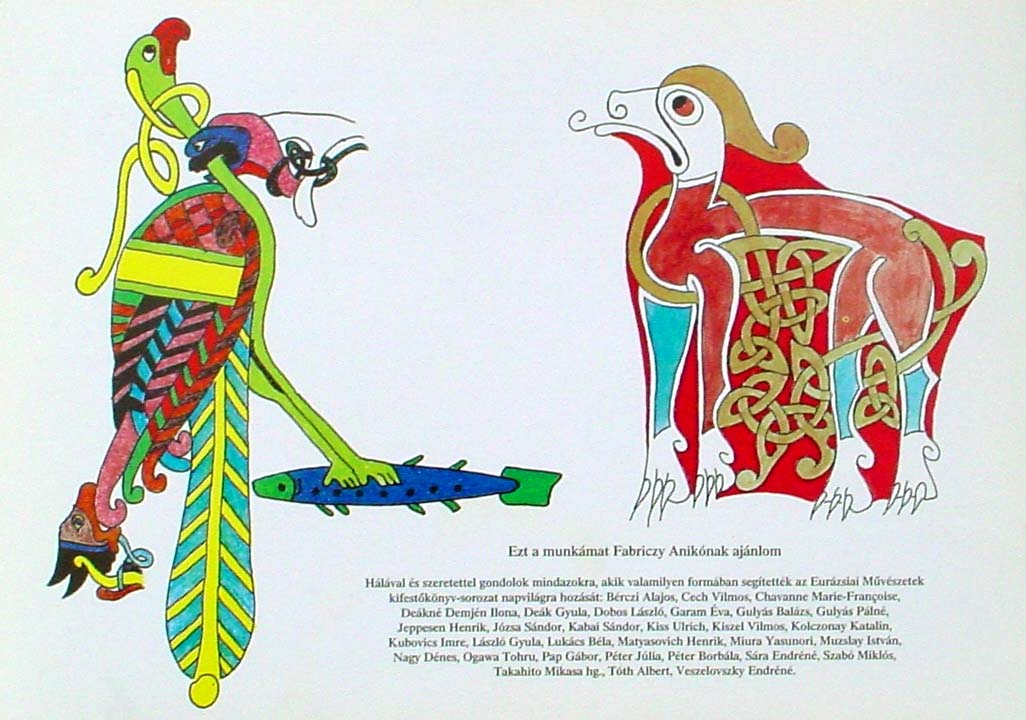
Két részlet a kellsi kódexből, rajzok a Kelta kifestő kiállítási füzetből.

A nyugat-európai keresztény középkor egyik leghíresebb alkotása a kellsi kódex (Book of Kells), melyet Dublinban, a Trinity College könyvtárában őriznek. Az ír kelták korán áttértek a kereszténységre, s monostoraik szerzetesei fontos munkát végeztek a nyugat-európai kereszténység megszervezésében (sőt Skócia és Anglia újraevangelizálásában is). A mai Franciaország, Németország és Olaszország területén is alapítottak kolostorokat (például a híres Bobbióit). Mozgalmuk központja azonban mindig a Brit-szigeteken volt. A kódexet – ma úgy tudjuk – Ionában (Skóciában) kezdték írni, majd a kolostor a vikingek elől áttelepült az írországi Kellsbe, s ott fejezték be.
Nemcsak iniciálékkal gazdagon díszített a könyv, hanem még a sorok közé is állatfigurákat festettek. Ezek a figurák, ahogyan a kelta fejeket ábrázoló alkotások is, rendkívül kifejezők. Az oroszlán, kecske, bárány, madárkák alakját éppúgy megtaláljuk a sorok között, mint az iniciálénak rajzolt ölelkező állatpárt, amely a viking művészet rúnaköveiről ismert összefonódó-összeszövődő sárkányokat is eszünkbe juttatja. Ez azt is jelenti, hogy a kódex már két gazdag műveltségkör szintézise: a keltáé és a vikingé. Az írországi román kori építészetben és szobrászatban (templomkapuk, magaskeresztek), valamint a kódexfestészetben, a hagyományoknak e mindkét ága fölismerhető.

## Templomkapuk Írországban, Angliában

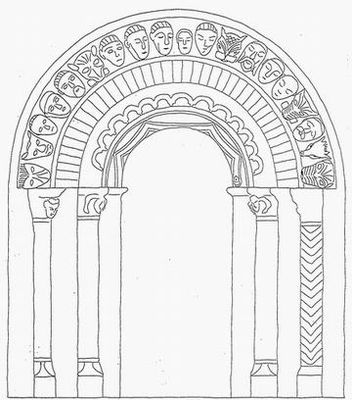
Dysert O’Dea emberarcfaragásos román kori templomkapuja, részlet a Dublini Történeti Múzeumból. A rajz a Kelta kifestő kiállítási füzetből.

A mai Európában Írország a kelták ősi műveltségének a leghagyományőrzőbb örököse. A rómaiak, az angolszász és viking hódítók is sokat formáltak a kelták britanniai életén. Az államszervezetbe beépítették a latin és a germán műveltségnek, művészetnek a hagyományait is. A három műveltség gondolatvilága ötvöződik már a kereszténység korához tartozó alkotásokban, a román kori építészetben, gyakran a templomkapukon. A nyilas vadászjelenetet bemutató kapukra említünk két kőfaragást Ribbesford-ból (Vorcestershire, Anglia) és Stoke-sub-London-ból (Somersetshire, Anglia). Emberarcokra a templom kapuján Dysert O'Dea és Kilpeck déli kapuját említjük.

### Hajósok és csomózások
A ma is kedvelt, fonatos, csomózott minták közül is sok származhat a keltáktól. A tenger közelében élő népek hajóznak, kötelet fonnak és csomóznak. Az élet ilyen fontos dolgai mindig kifejezésre jutnak az ábrázolt témákban. Az egyik bronztükör díszítésén hullámzó örvényes rajzolatot figyelhetünk meg, amiből azonban itt is egy emberi arc bontakozik ki. Az örvényes forgó minták rajzolata is (a csomózott díszítésekhez hasonlóan) a tengerparti életre utal. Az örvényeket, a hullámokat a szigetlakó műveltségi közösségek használják föl a díszítőművészetben: a kelták a Brit-szigeteken, a japánok a távol-keleti festészetben. Mindkettőben megjelenik a hullámoknak és örvényeknek a változó méretben megismétlődő fraktál-jellege.
Láthatjuk tehát, hogy a több, mint kétezer éves kelta művészet alkotásainak e rajzművészeti epizódjai alapján is sok olyan elemet fedezhetünk föl a kelta művészetben, amely ma is ábrázolási és gondolkodási kultúránk része.

## Nagykeresztek

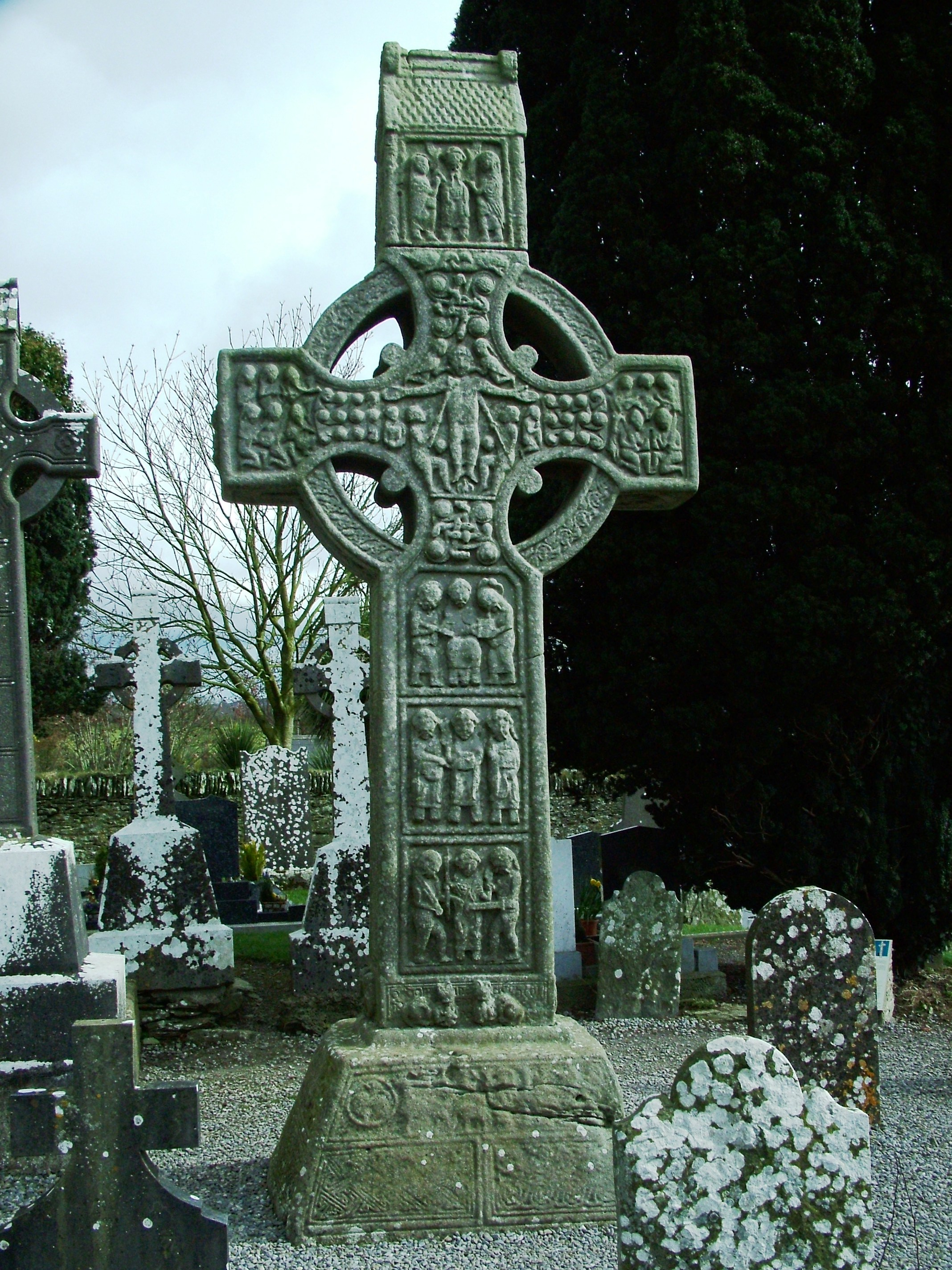
Muiredach-kereszt, Monasterboice, Írország

A kelta–ír nagykereszt kőből készül, jellegzetes szerkezetű és formájú, általában kelta–ír díszítőmotívumokkal, és/vagy figurális elemekkel dúsan díszített, többnyire körmotívummal ellátott álló kereszt.
Nevezetesebb kelta nagykeresztek Írországban:
- Ahenny, Ardboe, Balrath, Beali , Carndonagh, Cashel, Castledermot, Clones, Clonmacnoise, Donaghmore, Drumcliffe, Duleek, Duleek Market, Dysert O'Dea, Glendalough, Kells, Old Kilcullen, Kilfenora, Kilkieran, Killaloe, Kilree, Monasterboice, Moone